# Altenschlirf
Altenschlirf ist ein Stadtteil von Herbstein im mittelhessischen Vogelsbergkreis.
Ortsvorsteher ist Marco Kraft (Stand 2021).

## Geologie
Ein Relikt des Vulkanismus im Vogelsberg ist die Klippe des Wilden Steins, ein Naturdenkmal aus Alkalibasalt. Es befindet sich 200 m östlich des Ortsausgangs in Richtung Schlechtenwegen. Hier zweigt von der Landstraße ein asphaltierter Weg in südliche Richtung ab, von dem nach 150 m eine schmale Brücke über den Bachlauf der Altefeld führt. Diese überquerend, erreicht man ein kleines Naherholungsgebiet, wo sich die Klippe befindet. Sie verläuft parallel zum Bachlauf, ist auf 30 m gut aufgeschlossen, jedoch im Sommer im dichten Gestrüpp zuweilen schwer zu identifizieren. Der Geotop besteht aus geklüftetem Gestein, das flach nach Westen einfällt und ein teilweise plattiges Aussehen zeigt. Es ist von dunkelgrauer Farbe und enthält zahlreiche Olivin- und Klinopyroxen-Einsprenglinge. Im Dünnschliff schwach erkennbar ist die Einregelung der Pyroxene. Vermutlich entstand dieser Aufschluss dadurch, dass Basalt-Lava aus dem Vogelsberger Oberwald nach Osten floss und hier durch die Erosion der Altefeld als Klippe herauspräpariert wurde.
Ein weiteres interessantes Geotop ist der Kieselgur-Aufschluss zwischen Altenschlirf und Steinfurt. Er befindet sich auf einem großen Privatgrundstück und ist daher nicht öffentlich zugänglich. Im 20. Jahrhundert wurde das Vorkommen zeitweise im Tagebau erschlossen, der aber schon vor Jahrzehnten eingestellt wurde. Da das Wasser in der Abbaugrube nicht mehr abgepumpt wurde, bildete sich ein See von ca. 7000 m² Fläche und einer Tiefe von max. 5,50 m. Es gibt weder Zulauf noch Ablauf. Gespeist wird der See durch mindestens sechs Natur-Quellen, die sich auch im Sommer sehr kalt anfühlen.

## Geschichte

### Mittelalter

#### Ortsname und Ersterwähnung
Altenschlirf liegt am Altefeldbach, der bei Salzschlirf sich mit der Lauter zur Schlitz vereinigt. Der Hauptort der 812 erwähnten "bifingo in Slierofero marcu" (Bifang in der Schlirfer Mark) ist Salzschlirf.
Altenschlirf wurde als Sleraffa im Jahre 768 erstmals urkundlich im Lorscher Codex erwähnt und gehört damit zu den ältesten Siedlungen im östlichen Vogelsberggebiet. Der Name "Sleraffa" wird als ahd. Gewässername gedeutet, der "schlammiger lehmiger Bach" bedeutet.
Weitere historische Namensformen sind:
- 1338: "zu Alten Sclirffe"[7]

- 1574: "Altenschlierff"[8]

1480 wird „das gericht zu Slechtenwegen“ in einem Weistum erwähnt. In diesem Weistum werden auch die Rechte der Riedesel in Altenschlirf genannt. Diese Rechte werden in den folgenden Jahrhunderten wiederholt erneuert.

### Neuzeit
Im Zuge der Gebietsreform in Hessen wurde Altenschlirf am 31. Dezember 1971 ein Stadtteil von Herbstein.

### Territorialgeschichte und Verwaltung
Die folgende Liste zeigt im Überblick die Territorien, in denen Altenschlirf lag, bzw. die Verwaltungseinheiten, denen es unterstand:
- vor 1803: Heiliges Römisches Reich, Gericht Altenschlirf der Freiherren von Riedesel zu Eisenbach (Mannlehen des Fürstbistum Fulda)
- ab 1806: Rheinbund, Großherzogtum Hessen, Gericht Altenschlirf[13]
- ab 1815: Deutscher Bund, Großherzogtum Hessen, Provinz Oberhessen, Amt Altenschlirf[14]
- ab 1821: Deutscher Bund, Großherzogtum Hessen, Provinz Oberhessen, Landratsbezirk Herbstein (Trennung zwischen Justiz (Landgericht Altenschlirf) und Verwaltung)
- ab 1825: Deutscher Bund, Großherzogtum Hessen, Provinz Oberhessen, Landratsbezirk Lauterbach
- ab 1848: Deutscher Bund, Großherzogtum Hessen, Regierungsbezirk Alsfeld
- ab 1852: Deutscher Bund, Großherzogtum Hessen, Provinz Oberhessen, Kreis Lauterbach
- ab 1866: Norddeutscher Bund, Großherzogtum Hessen, Provinz Oberhessen, Kreis Lauterbach
- ab 1871: Deutsches Reich, Großherzogtum Hessen, Provinz Oberhessen, Kreis Lauterbach
- ab 1918: Deutsches Reich, Volksstaat Hessen, Provinz Oberhessen, Kreis Lauterbach
- ab 1945: Amerikanische Besatzungszone, Groß-Hessen, Regierungsbezirk Darmstadt, Kreis Lauterbach
- ab 1949: Bundesrepublik Deutschland, Land Hessen (seit 1946), Regierungsbezirk Darmstadt, Kreis Lauterbach
- am 31. Dezember 1971 wurde Altenschlirf als Stadtteil der neu gebildeten Stadtgemeinde Herbstein eingegliedert.
- ab 197s: Bundesrepublik Deutschland, Land Hessen, Regierungsbezirk Darmstadt, Vogelsbergkreis
- ab 1981: Bundesrepublik Deutschland, Land Hessen, Regierungsbezirk Gießen, Vogelsbergkreis

### Recht

#### Materielles Recht
In Altenschlirf galten die Riedesel’schen Verordnungen als Partikularrecht. Das Gemeine Recht galt nur, soweit diese Verordnungen keine Bestimmungen enthielten. Dieses Sonderrecht behielt theoretisch seine Geltung auch während der Zugehörigkeit zum Großherzogtum Hessen im 19. Jahrhundert, in der gerichtlichen Praxis wurden aber nur noch einzelne Bestimmungen angewandt. Das Partikularrecht wurde zum 1. Januar 1900 von dem einheitlich im ganzen Deutschen Reich geltenden Bürgerlichen Gesetzbuch abgelöst.

#### Gerichtsverfassung seit 1803
In der Landgrafschaft Hessen-Darmstadt wurde mit Ausführungsverordnung vom 9. Dezember 1803 das Gerichtswesen neu organisiert. Für die Provinz Oberhessen wurde das „Hofgericht Gießen“ als Gericht der zweiten Instanz eingerichtet. Die Rechtsprechung der ersten Instanz wurde durch die Ämter bzw. Standesherren vorgenommen und somit war für Altenschlirf ab 1806 das „Riedeselsche Patrimonialgericht Altenschlirf“ zuständig.
Das Hofgericht war für normale bürgerliche Streitsachen Gericht der zweiten Instanz, für standesherrliche Familienrechtssachen und Kriminalfälle die erste Instanz. Übergeordnet war das Oberappellationsgericht Darmstadt.
Mit der Gründung des Großherzogtums Hessen 1806 wurde diese Funktion beibehalten, während die Aufgaben der ersten Instanz 1821 im Rahmen der Trennung von Rechtsprechung und Verwaltung auf die neu geschaffenen Landgerichte übergingen. „Landgericht Altenschlirf“ war daher von 1821 bis 1853 die Bezeichnung für das erstinstanzliche Gericht in Altenschlierf. 1853 erfolgte die Verlegung des Landgerichts nach Herbstein.
Anlässlich der Einführung des Gerichtsverfassungsgesetzes mit Wirkung vom 1. Oktober 1879, infolge derer die bisherigen großherzoglich hessischen Landgerichte durch Amtsgerichte an gleicher Stelle ersetzt wurden, während die neu geschaffenen Landgerichte nun als Obergerichte fungierten, kam es zur Umbenennung in Amtsgericht Herbstein und Zuteilung zum Bezirk des Landgerichts Gießen. Ab 1943 wurde das Amtsgericht Herbstein nur noch als Zweigstelle des Amtsgerichts Lauterbach betreiben, bevor es 1968 endgültig aufgelöst wurde und in dem Amtsgerichtsbereich von Lauterbach zugeschlagen wurde.
In der Bundesrepublik Deutschland sind die übergeordneten Instanzen das Landgericht Marburg, das Oberlandesgericht Frankfurt am Main sowie der Bundesgerichtshof als letzte Instanz.

### Einwohnerentwicklung
Belegte Einwohnerzahlen bis 1970 sind:
- 1961: 408 evangelische und 72 katholische Einwohner

| Altenschlirf: Einwohnerzahlen von 1834 bis 1970 | Altenschlirf: Einwohnerzahlen von 1834 bis 1970 | Altenschlirf: Einwohnerzahlen von 1834 bis 1970 | Altenschlirf: Einwohnerzahlen von 1834 bis 1970 | Altenschlirf: Einwohnerzahlen von 1834 bis 1970 |
| --- | ----------------------------------------------- | ----------------------------------------------- | ----------------------------------------------- | ----------------------------------------------- |
| Jahr |                                                 |                                                 |                                                 | Einwohner                                       |
| 1834 | 1834                                            |                                                 | 482                                             | 482                                             |
| 1840 | 1840                                            |                                                 | 508                                             | 508                                             |
| 1846 | 1846                                            |                                                 | 548                                             | 548                                             |
| 1852 | 1852                                            |                                                 | 500                                             | 500                                             |
| 1858 | 1858                                            |                                                 | 442                                             | 442                                             |
| 1864 | 1864                                            |                                                 | 451                                             | 451                                             |
| 1871 | 1871                                            |                                                 | 416                                             | 416                                             |
| 1875 | 1875                                            |                                                 | 424                                             | 424                                             |
| 1885 | 1885                                            |                                                 | 488                                             | 488                                             |
| 1895 | 1895                                            |                                                 | 478                                             | 478                                             |
| 1905 | 1905                                            |                                                 | 510                                             | 510                                             |
| 1910 | 1910                                            |                                                 | 498                                             | 498                                             |
| 1925 | 1925                                            |                                                 | 468                                             | 468                                             |
| 1939 | 1939                                            |                                                 | 461                                             | 461                                             |
| 1946 | 1946                                            |                                                 | 611                                             | 611                                             |
| 1950 | 1950                                            |                                                 | 585                                             | 585                                             |
| 1956 | 1956                                            |                                                 | 480                                             | 480                                             |
| 1961 | 1961                                            |                                                 | 481                                             | 481                                             |
| 1967 | 1967                                            |                                                 | 504                                             | 504                                             |
| 1970 | 1970                                            |                                                 | 502                                             | 502                                             |
| Datenquelle: Historisches Gemeindeverzeichnis für Hessen: Die Bevölkerung der Gemeinden 1834 bis 1967. Wiesbaden: Hessisches Statistisches Landesamt, 1968. Weitere Quellen: |                                                 |                                                 |                                                 |                                                 |

## Kultur und Sehenswürdigkeiten
Wahrzeichen von Altenschlirf ist die Andreaskirche mit ihrem markanten Zwiebelturm.
Ein Mittelpunkt des gesellschaftlichen Lebens ist das „Volkshaus“ (Dorfgemeinschaftshaus und Mehrzweckhalle), in dem unter anderem auch die traditionelle „Wurstkirmes“ veranstaltet wird, die jedes Jahr zehn Tage vor dem Volkstrauertag stattfindet.

### Vereine
In Altenschlirf existieren folgende Vereine (Gründungsjahr in Klammern):
- Turn- und Sportverein (1951)
- Gesangverein MQV (Männer-Quartett-Verein) (1882)
- Gemischter Chor (1972)
- Freiwillige Feuerwehr (1929)
- Obst- und Gartenbauverein (1928)
- Brieftaubenverein „Vogelsbergbote“
- VdK-Ortsgruppe